# Ramūnas Terleckas
Ramūnas Terleckas (* 9. Mai 1969 in der Litauischen SSR; † 22. April 2023) war ein litauischer Journalist und Redakteur.

## Leben
Nach dem Abitur an der Mittelschule absolvierte er das Diplomstudium der klassischen Philologie an der Fakultät für Philologie der Vilniaus universitetas. Ab 1992 arbeitete er als Assistent am Lehrstuhl für lituanistische Studien und ab als Reporter, ab 1997 als Redakteur der News-Abteilung und ab 1998 stellvertretender Chefredakteur in der Wirtschaftstageszeitung „Verslo žinios“. Vom 24. September 2012 bis 30. April 2019 war er Generaldirektor und Chefredakteur der Tageszeitung und UAB „Lietuvos žinios“.
Ramūnas Terleckas war verheiratet und hatte zwei Söhne.